# Hey, Class President!
Hey, Class President! (生徒会長に忠告 Seitokaichou ni Chukoku?) es una serie de manga de género yaoi escrita e ilustrada por Kaori Monchi. Es serializada en la revista Dear+ de la editorial Shinshokan desde 2005; hasta la fecha cuenta con siete volúmenes tankōbon publicados. Ha sido licenciada para su publicación en Estados Unidos por 801 Media, con los dos primeros volúmenes siendo lanzados en marzo y mayo de 2009. En Alemania, ha sido licenciada por Egmont Manga bajo el nombre de Highschool Love.

## Argumento
Yūzō Kokusai es el presidente del consejo estudiantil, un joven extremadamente encantador, apuesto y seductor. Yasuhiro Chiga, el vicepresidente del consejo, se siente atraído por los encantos de Kokusai, aunque continuamente se cuestiona como alguien tan inteligente como él pudo haberse enamorado de un chico como Kokusai.

## Personajes
Yasuhiro Chiga (知賀 泰広 Chiga Yasuhiro?)
Voz por: Tomokazu Sugita
Yūzō Kokusai (国斉 裕三 Kokusai Yūzō?)
Voz por: Kōsuke Toriumi
Masashi Kondō (近藤 武蔵 Kondō Masashi?)
Voz por: Daisuke Kishio
Akutsu Naoko (阿久 津直也 Naoko Akutsu?)
Voz por: Takehito Koyasu

## Recepción
Leroy Douresseaux de ComicBookBin ha comentado que «la historia depende del deseo, en lugar de los personajes o el sexo», y describió el arte del manga como un «sueño febril de deseo». También ha comentado que en el segundo volumen la caracterización mejoró. Rachel Bentham de Active Anime, en cambio, describió el arte como "intemporal" y comentó que las escenas de sexo del segundo volumen eran las más explícitas que había visto. Danielle Leigh de Comic Book Resources ha dicho que disfrutó de los «intentos fallidos de los protagonistas de conectarse a un nivel más profundo».